# Ysby
Ysby – miejscowość (tätort) w Szwecji, w regionie administracyjnym (län) Halland, w gminie Laholm.
Według danych Szwedzkiego Urzędu Statystycznego liczba ludności wyniosła: 245 (31 grudnia 2015), 258 (31 grudnia 2018) i 253 (31 grudnia 2019).